# Les Visiteurs du mercredi
Ne doit pas être confondu avec Les Visiteurs de Noël.
 (juin 2020).
Si vous disposez d'ouvrages ou d'articles de référence ou si vous connaissez des sites web de qualité traitant du thème abordé ici, merci de compléter l'article en donnant les références utiles à sa vérifiabilité et en les liant à la section « Notes et références ».
Les Visiteurs du mercredi est une émission de télévision française pour la jeunesse créée par Christophe Izard et diffusée tous les mercredis après-midi à partir de 13 h 30 en direct sur TF1 durant 4 h 30 min, du mercredi 8 janvier 1975 jusqu'au 10 février 1982. L'émission est célèbre pour avoir été la première du genre et celle qui a ouvert l'âge d'or des programmes pour la jeunesse.

## Historique de l'émission
À la demande de Jean-Louis Guillaud, directeur général de TF1, qui souhaitait consacrer aux enfants tout le mercredi après-midi, jour de repos des écoliers français, Christophe Izard, directeur des programmes jeunesse de TF1, crée une émission qui se doit d'être à la fois divertissante, avec des dessins animés et des feuilletons, mais également instructive, avec des séquences consacrées aux animaux, aux variétés, au bricolage, au sport et à l'actualité. C'est ainsi que naît, le mercredi 8 janvier 1975, Les Visiteurs du mercredi. Tournée en direct pendant plus de cinq heures d'affilée dans le studio 3 du 15, rue Cognacq-Jay, cette émission innovante et inédite est un succès immédiat auprès des enfants.
Pionnière des longs après-midi consacrés à la jeunesse, Les Visiteurs du mercredi inspire Antenne 2 qui crée à la rentrée 1978 Récré A2 qui débute à un horaire plus tardif toutefois.
L'autre émission-phare pour la jeunesse de TF1 est Croque-Vacances de Claude Pierrard qui prend l'antenne durant les vacances scolaires dès 1980 et partage beaucoup de la programmation des Visiteurs du mercredi.
Durant les vacances de Noël, l'émission est déclinée sous la forme des Visiteurs de Noël, de décembre 1976 à janvier 1982.
La dernière émission des Visiteurs du mercredi est diffusée le mercredi 10 février 1982. Christophe Izard fait évoluer l'offre jeunesse de TF1 avec Mercredi-moi tout dès le mercredi 17 février 1982.

## Le principe de l'émission
Les Visiteurs du mercredi s'articulait autour de trois parties :
- Le coin des 6-10 ans

Cette rubrique, qui ouvrait l'émission, était consacrée aux enfants de 6 à 10 ans. Elle était animée par Soizic Corne qui recevait un invité, entourée des enfants. À noter la présence de Jacques Trémolin pour les histoires d'animaux, Garcimore ou Gilles Arthur pour la magie.
Scoubidou ouvrait ensuite le festival du dessin animé avec le Capitaine Caverne, Les Fous du volant et Barbapapa.
- Le club des 10-15

Cette rubrique était consacrée aux plus grands et prenait la suite de la précédente. Elle était animée par Patrick Sabatier puis, plus tard, par Marc Menant.
Des séquences avec les marionnettes Brok et Chnok et leur mascotte le Shepiok (petit ver flottant dans leur inénarrable soucoupe) étaient proposées en début de programme. Plus tard, les marionnettes Sibor et Bora donnaient le ton en direct.
- La Parade des dessins animés

Cette dernière partie de l'émission était consacrée aux dessins animés qui débarquaient à l’écran avec une multitude de héros :
- Bugs Bunny
- Caliméro
- Les Comètes
- Félix le chat
- Les Fous du volant
- Hong Kong Fou Fou
- Mister Magoo
- Mumbly
- Samson et Goliath
- Speedy Gonzales
- Waldo Kitty
- Wally Gator

Puis dès 1978-1981:
- Bajou
- Barbapapa
- La Bataille des planètes
- Capitaine Caverne
- Capitaine Flam
- Heidi
- Mightor
- Oh Possum !
- Pancho et Rancho
- Sans Secret, l'écureuil agent secret
- Tout doux Dinky

### Feuilletons
La rubrique Feuilletons proposait les séries suivantes :
- L'Autobus à impériale : les aventures d'une bande d'enfants dont le quartier général est un bus à impériale.
- Belle et Sébastien : les aventures d'un jeune berger et son inséparable compagnon à quatre pattes.
- Sébastien et la Mary-Morgane : les aventures de Sébastien devenu adolescent.
- Le Club des Cinq : les aventures de quatre jeunes détectives en herbe et leur chien.
- La Compagnie de la mouette bleue : les aventures en mer d'une bande d'amis.
- Corsaires et Flibustiers : les aventures d'un capitaine au temps de la piraterie marine.
- Davy Crockett : le célèbre trappeur américain.
- Flipper le dauphin : les aventures de deux garçons et de leur dauphin.
- Follyfoot : la vie de jeunes gens dans une ferme qui recueille des chevaux blessés ou maltraités.
- Krempoli : les aventures d'une bande d'enfants allemands dans un terrain vague.
- La main rouge : les aventures d'un groupe de cinq préadolescents détectives en herbe.
- Matt et Jenny :les aventures d'un frère et d'une sœur devenus orphelins.
- La Pierre blanche : deux jeunes enfants suédois se lancent des paris à tour de rôle.
- La Belle Équipe : l'histoire d'une équipe de football créée par des jeunes d'un quartier défavorisé d'une ville Australienne.
- Poly à Venise : les aventures d'un garçonnet et de son poney.
- Prince noir : l'amitié entre un étalon et deux enfants.
- Rintintin : les aventures d'un berger allemand au sein d'un régiment de cavalerie.
- Les Robinson suisses : les aventures d'une famille naufragée sur une île déserte
- Skippy le kangourou : les aventures d'un garçonnet et de son kangourou.
- Toumaï (qui sera renommé Elephant Boy) : les aventures en Inde de deux garçons orphelins et leur éléphant.
- Woobinda : les aventures animalières d'un vétérinaire en Afrique.
- Zorro : le justicier masqué.

### Séquences
De nombreuses séquences à caractère éducatif entrecoupent l'émission :
- Epsilon
- Histoires d'animaux
- Mission spatiale-santé
- La Petite Science
- Les Poï-Poï
- Le Tableau bleu
- Déclics
- La Vie en toi
- Le Magazine du modélisme ferroviaire devenu Le magazine du modélisme, de Georges Grod

### Rubriques
- Bazoum : rubrique réservée aux 10⁄15 ans présentée par François Diwo à partir de 1980.
- Bricolage : rubrique présentée par Soizic Corne.
- Garcimore : tours de magie exécutés par Garcimore et ses petites souris blanches en 1976.
- Les Infos : mini-journal d'actualité adapté à la jeunesse présenté par Claude Pierrard.
- La Magie, c’est facile : tours de magie présentés par Gilles Arthur à partir de 1977.
- Le Point chaud : variétés avec chanteurs
- Studio 3 : diffusé en dernière partie d'émission. Initialement présenté par François Diwo. Chanteurs en direct, découvertes, nouveautés musicales, clips et actualité des concerts et tournées présentés par Jean-Pierre Pernaut de 1975 à 1976 puis par Patrick Sabatier. Depuis 2012, cette émission est régulièrement rediffusée sur Télé Mélody.

### Les animateurs
Cette émission faisait appel à de nombreux intervenants pour ses différentes rubriques, dont certains journalistes de la rédaction de TF1 :
- Dorothée : elle anime la rubrique Interdit aux plus de 10 ans de janvier 1975 à juin 1975.
- Claude Pierrard : il anime le Club des 10-15 de janvier 1975 à juin 1975.
- Claude Ruben : il présente l'émission de septembre 1975 à octobre 1976.
- Jean-Pierre Pernaut : coprésentateur du journal de 13 heures de TF1 avec Yves Mourousi, il anime le club des 10-15 de janvier 1975 à juin 1976.
- Soizic Corne : elle anime la rubrique Interdit aux plus de 10 ans de septembre 1976 à juin 1981.
- Patrick Sabatier : il anime le Club des 10-15 de septembre 1976 à juin 1980
- Marc Menant : il arrive en 1979 comme coprésentateur, puis succède à Patrick Sabatier sur le Club des 10-15 en 1980.
- Henri Dès et Marianne Anska : ils succèdent à Soizic Corne la dernière année à la présentation de la rubrique Interdit aux plus de 10 ans.
- Claude Gendrot
- Philippe Pottlitzer : l'enfant qui co-anime l'émission avec Dorothée, Soizic Corne et Patrick Sabatier de février 1975 à décembre 1976

À partir de 1976, des enfants participent à l'émission et jouent au milieu d'un décor champêtre d'arbres et de fleurs géantes, de même facture que celui de L'Île aux enfants.

### Les présentateurs des rubriques
- Jacques Trémolin : il mettait ses talents de conteur au service du monde des animaux.
- Nicolas Hulot : il présente à partir de 1980 les rubriques sportives, des événements, des reportages culturels, et parle d'aventures et de voyages.
- François Diwo : il anime la rubrique Bazoum et présente des livres ou des reportages sur l'actualité cinématographique.
- Garcimore, avec sa voix inimitable, exécutait des tours de magie avec ses petites souris blanches.
- Gilles Arthur : il présente à partir de 1977 la rubrique: La magie, c’est facile pour réaliser des tours de passe-passe.
- Claude Pierrard : coprésentateur du journal de 13 heures de TF1 avec Yves Mourousi, Jean-Pierre Pernaut et Michel Denisot, il intervenait en fin d'émission pour la rubrique actualité intitulée Les infos.
- Michel Chevalet : journaliste scientifique de la rédaction de TF1, il présentait la rubrique et les reportages scientifiques
- Claude Villers pour parler littérature
- Greg : il anime la rubrique Les trucs de la BD
- Paul-Émile Victor pour parler d'aventure
- Pierre Barbizet pour parler musique

### Les marionnettes
Dans les deux premières parties de l'émission, les animateurs conversaient avec un couple de marionnettes. Quatre couples se sont succédé de 1975 à 1982 :
1. Brok et Chnok (1975 - 1976)
2. Pil et Glou (1976)
3. Sibor et Bora et Les Poï-Poï (1976 - 1981)
4. Misscat et Flagada (1981 - 1982)

- Brok et Chnok (90 émissions)

Ces marionnettes, créées par Christophe Izard et Denis Dugas, étaient articulées par Yves Brunier (Chnok) et Denis Dugas (Brok). Brok et Chnok sont deux extra-terrestres verts vivant sur la minuscule planète Pokalus, couverte de fleurs, située avant le onzième satellite de Saturne et qui tourne en zigzag dans le sens inverse des autres satellites. Leur planète a été découverte par l'astronome français Alfred Plume-Coussin (interprété par Jean-Pierre Rambal). Les deux extra-terrestres, qui s'ennuient sur leur planète, ont envie de découvrir la Terre, mais ils réalisent rapidement que ce n’est pas comme ils le pensaient. Ils descendent donc sur Terre avec leur soucoupe dans laquelle flotte le Shepiok, sorte de petit ver. À travers Brok et Chnok, on retrouve le duo du clown blanc et de l’Auguste, opposés mais complémentaires à la fois. Brok est un scientifique sérieux, rouspéteur, sentencieux et qui se voudrait autoritaire. Chnok est un insouciant, un poète, un farfelu et un gaffeur. À partir de 1980, les marionnettes Brok et Chnok seront de retour dans l'émission non plus comme coanimateurs, mais avec leur propre rubrique. Ces deux trublions entonnaient régulièrement leur chanson:
« Nous on veut rire et chanter, Nous on ne fait que passer, Près de votre planète... Nous faisions un petit tour, Nous sommes venus dire Bonjour, Nous voulions vous connaître ! » Brok et Chnok sont accompagnés par un petit animal volant originaire de la même planète, le Shépiok (parfois orthographié Chépiok). Cette marionnette à tige manipulée par Ariette Dugas s'exprime dans un langage qu'elle a elle-même inventé.
- Pil et Glou

Ces marionnettes ont été créées par Christophe Izard. Pil et Glou sont deux extra-terrestres des cavernes.
- Sibor et Bora

Ces marionnettes ont été créées par Christophe Izard et sont articulées par Monique et Boris Scheigam. Sibor et Bora sont deux extra-terrestres roses venant de la planète Kallatus. Bora est une fille reconnaissable aux deux ombrelles qu'elle porte sur la tête. Ils lisent les poèmes et montrent les dessins envoyés par les enfants dans la séquence courrier.
- Les Poï-Poï

Dans cette série créée en 1979 par Christophe Izard, se produisent les marionnettes Sibor et Bora, ainsi que Monsieur Poï, Mademoiselle Poï Poï et Monsieur Poï Poï Poï, tous les cinq extraterrestres. Cette série revisitait l'Histoire terrienne de façon très parodique. Le professeur Bouchon (Yves Brunier) narrait l'histoire et Sibor, Bora et les Poï-Poï l'interprétaient en parsemant leurs dialogues d'extraits de chansons. D'autres personnages intervenaient aussi comme Tiburce (Bernard Thomas) l'assistant du professeur Bouchon, ou le pédant Anatole-Marie Plantin-Dupaf (Gérard Camoin).
- Misscat et Flagada

Marionnettes créées par Christophe Izard. Misscat est une chatte, et Flagada est un chien. Autour d'une table, avec Henri Dès et Marianne Anska, en compagnie de plusieurs enfants, âgés de 4 à 10 ans, la chatte et le chien racontent le quotidien d'une vie de chat, ou de chien, et leur vie comme animaux de compagnie. les deux marionnettes interviennent dans les programmes  des Visiteurs du mercredi de 1981 à 1982.      

## Génériques de l'émission
Trois génériques ont été réalisés successivement pour l'émission, en 1975, 1977 et 1979. 

### Animation
Les deux premiers génériques (1975 et 1977) sont réalisés en dessin animé classique par l'illustratrice et animatrice Anne Hofer.
En 1979 le générique est modernisé et mixe du dessin animé classique et des effets vidéo. Il est réalisé à Hollywood dans les studios Robert Abel and Associates et Anne Hofer y supervise le tournage sur une machine Scanimate, qui permet d'enchaîner les effets visuels. Les Visiteurs du mercredi seront la première émission télévisée française à utiliser cette technique, TF1 y fera appel à nouveau ensuite.

### Musique
Pour les trois génériques, les paroles sont de Christophe Izard, la musique de Roger Pouly. Ceux de 1975 et 1977 sont interprétés par Anne Germain alors que celui de 1979 est interprété par Michel Vallier, avec une légère variante enregistrée en 1982.
| 1975 | 1979 |
| --- | --- |
| Voilà que tout à coup Le ciel est bleu Voilà que tout à coup On est joyeux Ce sont les Visiteurs du mercredi Qui nous font voir la vie bien plus jolie Nos livres et nos cahiers Sont bien rangés Nos devoirs, nos leçons Sont oubliés Avec les Visiteurs du mercredi Laissons de côté tous nos soucis De l'Alaska jusqu'au Pérou Dans leur soucoupe, on va partout Préparez-vous... Venez avec nous... On chante, on rit C'est merveilleux Vive la vie On est heureux Le mercredi après-midi !! Voilà que tout à coup Le ciel est bleu Voilà que tout à coup On est joyeux Ce sont les Visiteurs du mercredi Qui nous font voir la vie bien plus jolie On voit des fleurs sur le béton C'est la magie de leurs chansons Les animaux... Leur crient : BRAVO !! Ils nous offrent des rêves fous C'est notre plus beau rendez-vous Le mercredi après-midi !! Voilà que tout à coup Le ciel est bleu Voilà que tout à coup On est joyeux Ce sont les Visiteurs du mercredi Qui nous font voir la vie bien plus jolie. | Parmi les étoiles, certains cherchent des amis Plus loin que la terre, au-delà de l'infini L'amitié pourtant n'est pas aussi loin qu'on le dit Quand on se rencontre tous les mercredis On est bien ensemble, c'est la belle vie Un moment de vacances, loin des soucis On s'amuse, on chante, on réfléchit C'est ça les visiteurs... du mercredi ... du mercredi ... du mercredi. |

## Produits dérivés

### BD et Magazines
De nombreux personnages et séries ont été adaptés en bande-dessinées, prépubliées dans le magazine Télé Junior et publié en albums brochés.
- Mensuel « Les Visiteurs du mercredi » publié dès septembre 1978

### Disque45 tours
- Les Visiteurs du mercredi, Bande originale de la série télévisée - Label : Philips / Warner Chappell ; Année : 1978 ; Référence : 6172 845.

#### Vidéos
- Rubrique Studio 3: interview de Georges Moustaki par Jean-Pierre Pernaut le 10 mars 1976 (format Quick Time)